# Kolischkvartetten
Kolischkvartetten var en österrikisk stråkkvartett, grundad i Wien 1922 av Rudolf Kolisch (född 1896).
Kvartetten bestod förutom av Rudolf Kolisch som försteviolinist av Felix Kuhner som andreviolinist, Eugen Lehner på altviolin och Benar Heifetz på violoncell. Rudolf Kolisch skadades under första världskriget i vänster hand och lärde sig därefter fingerspel med höger och stråkföring med vänster hand. Han måste därvid spegelvända strängarna. Ensemblen, som alltid spelade utan noter, tog sig bland annat an modern musik och vann världsrykte för sina fulländade konstprestationer. Kolisch spelade själv på en Stradivariusviolin, Lehner på en Gasparo da Salò och Heifetz på en Amativioloncell. Kvartetten gjorde flera besök i Stockholm från 1933.